# Доли (Монецький повіт)
Доли (пол. Doły) — село в Польщі, у гміні Ґоньондз Монецького повіту Підляського воєводства.
Населення — 83 особи (2011).
У 1975-1998 роках село належало до Ломжинського воєводства.

## Демографія
Демографічна структура станом на 31 березня 2011 року:
|          | Загалом | Допрацездатний вік | Працездатний вік | Постпрацездатний вік |
| -------- | ------- | ------------------ | ---------------- | -------------------- |
| Чоловіки | 40      | 6                  | 29               | 5                    |
| Жінки    | 43      | 10                 | 23               | 10                   |
| Разом    | 83      | 16                 | 52               | 15                   |